# 新九龍

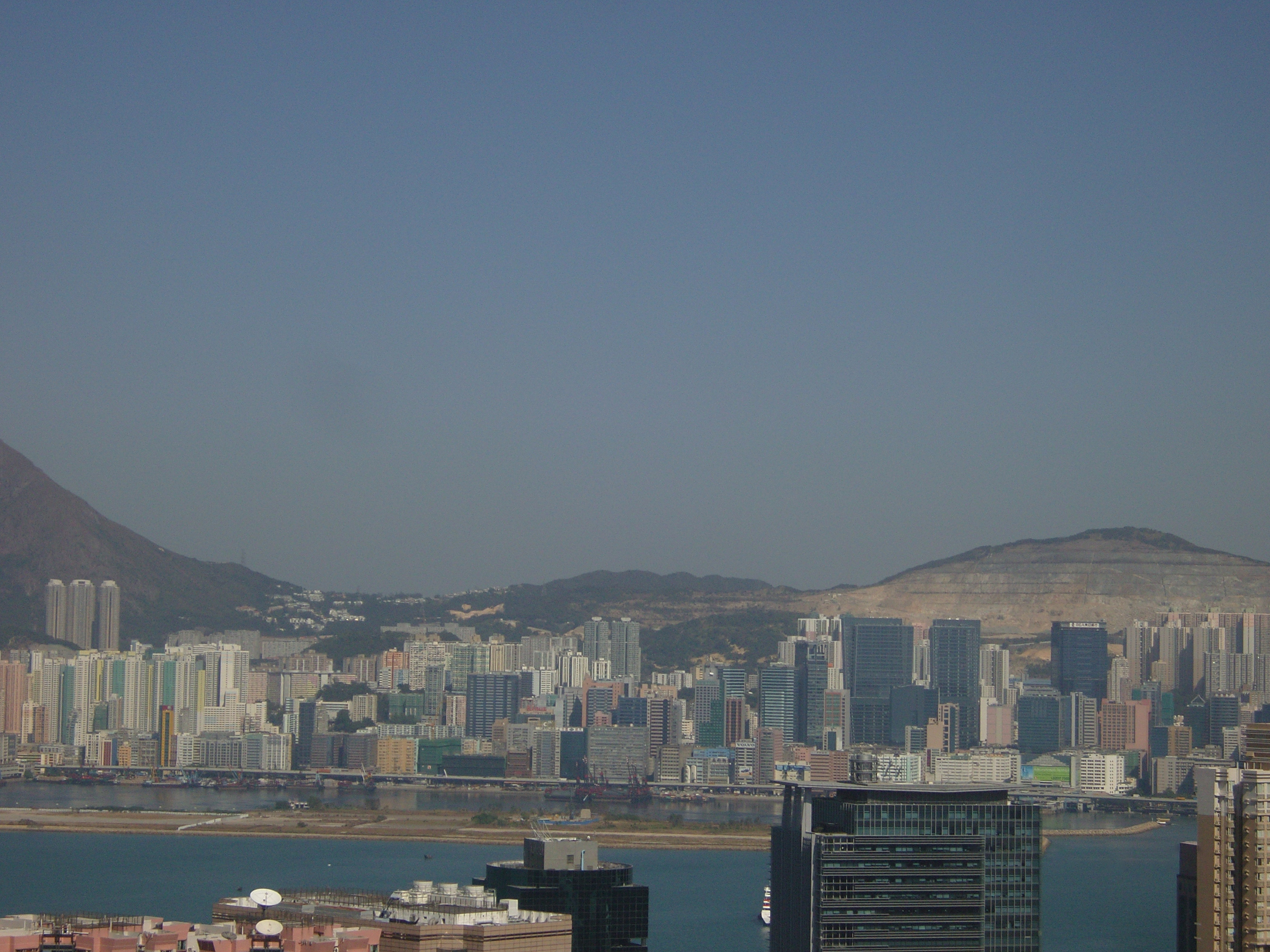
九龍灣至油塘一帶屬於新九龍

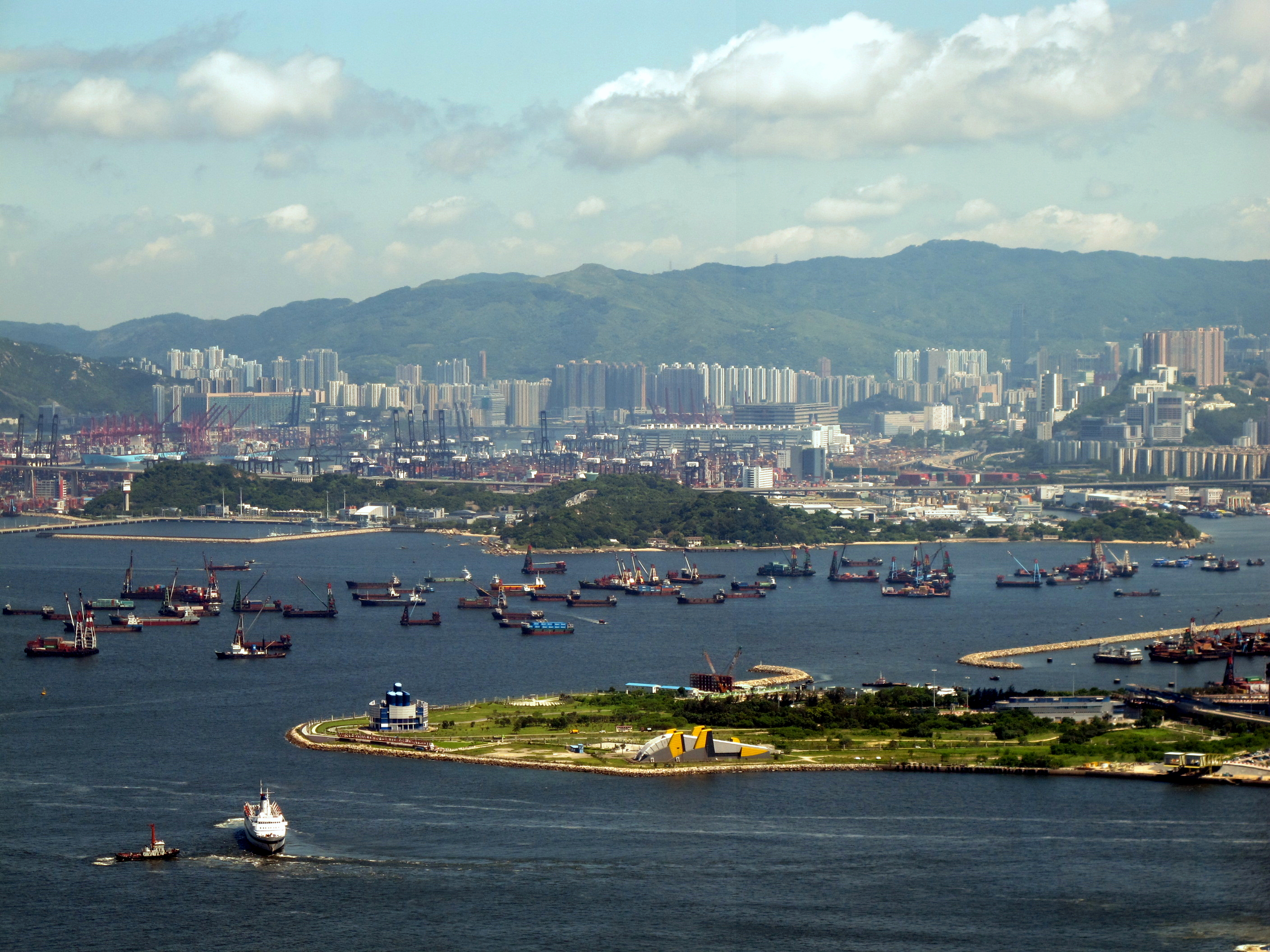
昂船洲并不属于新九龙

新九龍（英語：New Kowloon）位於香港特別行政區境內，在香港殖民地時期是香港四大組成部分（香港島、九龍半島、新九龍、新界）之一，指界限街以北至九龍群山之南的土地，包括現時觀塘區、黃大仙區、界限街以北的九龍城區（即九龍城、九龍塘、啟德等地）和深水埗區（但不包括昂船洲），與界限街以南的九龍半島合稱九龍。

## 歷史
新九龍原屬新界的一部份，中國清朝政府在1898年按《展拓香港界址專條》將其租借給英國，為期99年。
由於原九龍（界限街以南的九龍半島）面積太小，政府又有需求去開拓市區用地。一九零零年在新界租借之初，理民官奧姆在《新界報告1899-1912》作出特殊安排，將界限街以北、獅子山以南，這些原屬新界的租借土地，作為九龍的延伸地帶，並統稱「新九龍」，以便和界限街以南原有的「舊九龍」區別。
時至1937年12月8日，港府正式制定法例，將「新九龍」範圍以九龍山（飛鵝山）、慈雲山、雞胸山、虎頭山（獅子山）、煙墩山（畢架山）、鷹巢山（尖山）等山嶺作為天然界線，由各山嶺以南至界限街以北，包括九龍城、慈雲山、竹園、蒲崗、老虎岩、牛池灣、九龍灣、牛頭角、官塘、咸田、掃墓坪、茶果嶺、鯉魚門、九龍塘、深水埗、荔枝角、長沙灣。雖然說新九龍也是新界地，但地域內的衙前圍村、古瑾圍、馬頭涌、牛池灣村、大磡村等村莊，在港府的「城市化」政策下，並沒有今日所說的「原居民」權益。

新九龍的土地是英國向中國「租借」，地契於1997年6月28日到期。所以新九龍樓宇的業主，由1997年6月29日起，需要向香港政府交地租，反之原九龍及香港島之物業，如至今租約仍未到期，則只需繳付極低的象徵式地稅。
最初，新九龍由東至西分為九龍城、九龍塘、深水埗及荔枝角四區。自1968年5月起，新九龍與「舊九龍」、香港島重新分為十區，新九龍開始與舊九龍融合。一般市民在生活中都不會刻意區分，但一些教科書仍會教授兩者分別。
1984年《中英聯合聲明》落實，香港島和九龍確定會和新九龍、新界一起歸還中國，「新九龍」一詞開始消失。到現在新舊九龍一般都統稱為「九龍」，但差餉物業估價署／政府地政總署須收取新九龍土地的地租，舊九龍及香港島土地的地稅，故土地契約中仍有「九龍」和「新九龍」之分。而且根據《香港法例》第1章釋義及通則條例附表5，新界的定義仍包括新九龍。

## 現況
直到現在，由於九龍半島經過不斷的填海工程，以致根據1937年的海岸線所劃出的新九龍地域不能覆蓋所有原屬新九龍的地區，如九龍灣一帶的原海岸線已變成市中心，現時的海邊卻不屬新九龍範圍，但政府則無刻意更改新九龍的覆蓋範圍。但位於該帶的城巴啟德泊車場的地段為「新九龍內地段第6547號」，可見「新九龍」之實際使用未必與《香港法例》的定義相符。
而在2007年，政府曾擴大新九龍的範圍，以解決荔枝角盈暉臺複雜的選區劃界問題。

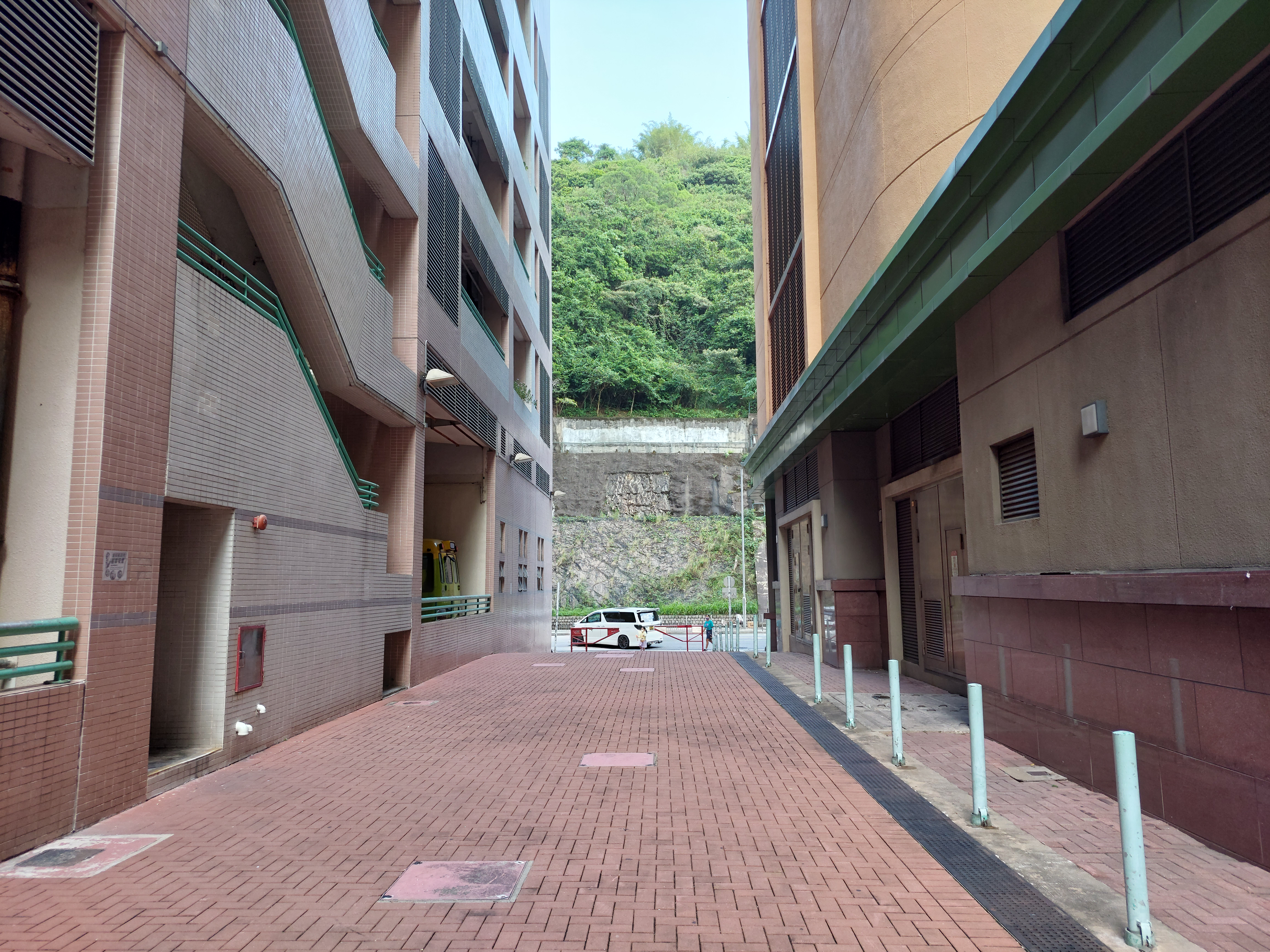
葵涌華荔邨南面的緊急車輛通道，自2007年起為新界與新九龍的分界線；當中，鐵柱右方土地即屬新九龍的荔枝角盈暉臺